# Frederick Chapman
Frederick William Chapman (Nottingham, 10 de maio de 1883 - Newstead Abbey,  7 de setembro de 1951) foi um antigo futebolista inglês que competiu nos Jogos Olímpicos de 1908 pela Seleção Britânica de Futebol, conquistando a medalha de ouro.